# Hans Joachim von Zieten
Hans Joachim von Zieten (Fehrbellin, 14 maggio 1699 – Berlino, 26 gennaio 1786) è stato un generale prussiano del XVIII secolo.

## Biografia

### Gioventù
Von Zieten nacque il 14 maggio 1699 nella frazione di Wustrau, ora parte di Fehrbellin, nella Marca di Brandeburgo. Suo padre era Joachim Matthias (1657-1720) e sua madre Catharine Jurgass. La famiglia viveva nel Brandeburgo da diverse generazioni e alcuni documenti mostrano che a loro è dovuta la fondazione di una scuola latina a metà del XIV secolo. Von Zieten era il terzo di sette figli e quando suo padre morì, nel 1720, rimase l'unico maschio sopravvissuto insieme a tre sorelle.

### Carriera
Un parente, il generale von Schwendy di Buskow, nel 1715 prese Hans Joachim come caporale nel suo reggimento a Neuruppin. Il 7 luglio 1722 von Zieten divenne cadetto. Dopo la sua nomina a governatore di Spandau, von Schwendy, che era stato di fatto il mentore di Zieten, lasciò il suo reggimento al comando del Generalmajor Kurt Christoph von Schwerin. In un rapporto a Federico Guglielmo I, von Zieten venne descritto come "... molto piccolo e con [una] voce [troppo] debole per comandare". Questo fu sufficiente perché il Re, ossessionato dagli uomini alti, trascurasse von Zieten nelle liste delle promozioni. Il 28 luglio 1724, Zieten si recò da Crossen, dove era acquartierato il suo reggimento, con una petizione al Re per ottenere una promozione, petizione che in realtà indusse il Re a sollevare von Zieten dai suoi incarichi. Abbandonato l'esercito, von Zieten si ritirò nei suoi possedimenti a Wustrau.
Due anni dopo, durante un soggiorno a Berlino, von Zieten venne a sapere del raddoppio degli uomini del reggimento dragoni di Wuthenow e ottenne un posto di tenente in questo reggimento. Nel 1727, dopo una discussione con il suo capitano (Rittmeister), fu condannato a un anno di reclusione nella fortezza di Königsberg per disobbedienza. Scontata la pena, von Zieten sfidò a duello il Rittmeister e successivamente fu destituito, tornando nuovamente a Wustrau.

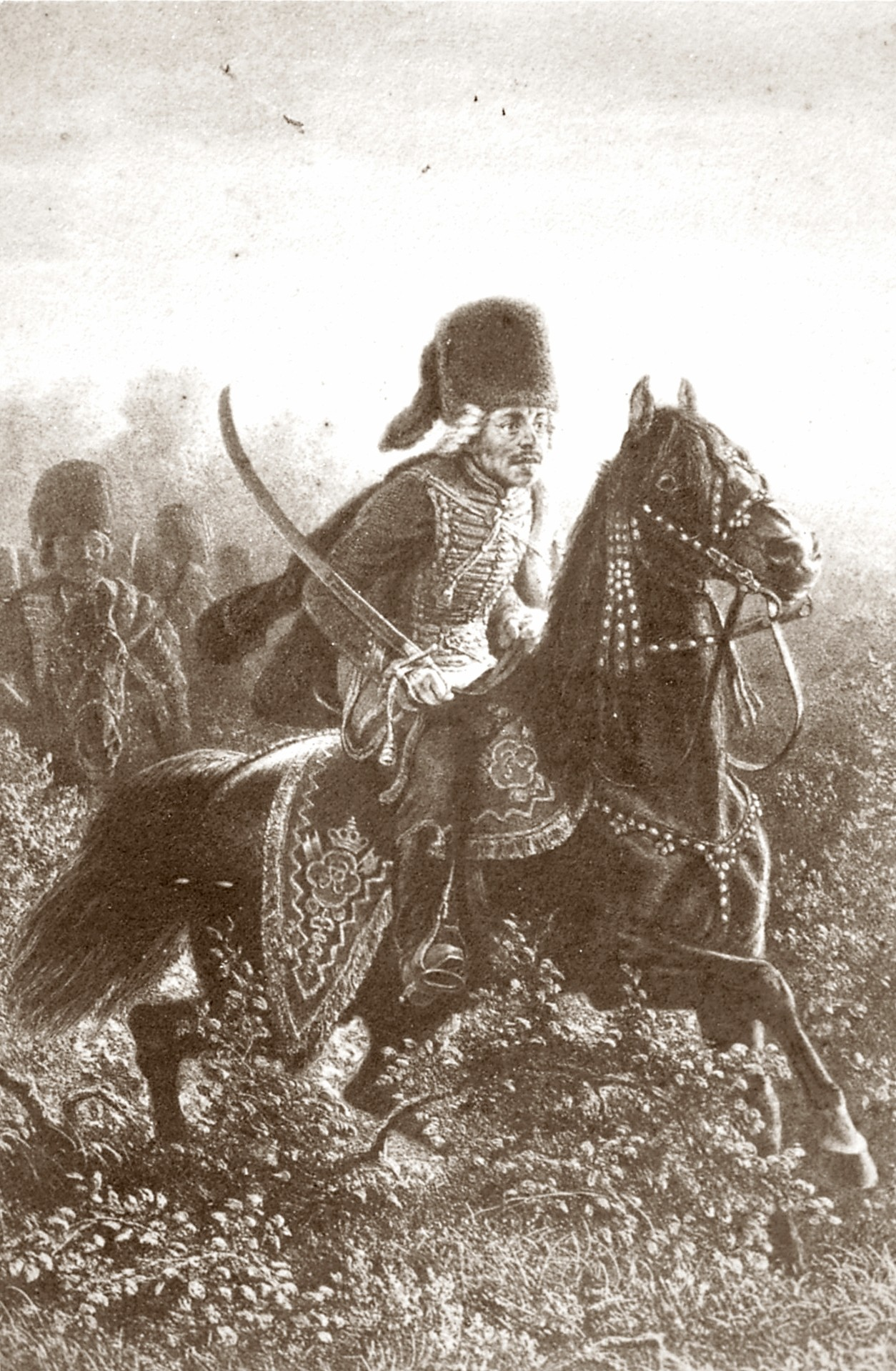
Von Zieten in una raffigurazione.

Nel 1730, su raccomandazione del Generale Wilhelm Dietrich von Buddenbrock, von Zieten entrò nella neonata Freikompanie (compagnia indipendente) di ussari a Potsdam. Il 1º marzo 1732 fu creata una seconda compagnia degli ussari e von Zieten ne fu nominato al comando e promosso al grado di Rittmeister con 50 talleri di stipendio mensile. Nell'estate del 1732 ricevette quattro settimane di arresto per un reato. Nel 1735 Federico Guglielmo nominò von Zieten capo di una compagnia di ussari e lo inviò nell'esercito imperiale sul Reno, dove partecipò alla campagna del Reno. Károly József Batthyány, sovrintendente degli ussari austriaci, fu il suo mentore nella lotta contro la Francia. A quel tempo, gli austriaci erano ritenuti i maestri nell'impiego della cavalleria leggera. La sua successiva promozione, a maggiore, ebbe luogo il 29 gennaio 1736.
Nel 1737 von Zieten sposò la 33enne Judith von Jürgaß, dalla quale ebbe una figlia. Poco prima del matrimonio, duellò con il suo sovrintendente, il tenente colonnello Alexander Ludwig von Wurmburg. Entrambi rimasero gravemente feriti nello scontro.
Nel 1741, all'inizio della prima guerra di Slesia (parte della guerra di successione austriaca), von Zieten era a capo di uno squadrone di ussari. Il 10 maggio 1741 si distinse nella battaglia di Strehlen contro gli austriaci. Fu promosso tenente colonnello e ricevette l'Ordine Pour le Mérite.
Von Zieten incontrò il suo vecchio maestro, Batthyány, durante la prima guerra di Slesia e lo sconfisse nella battaglia di Rothschloss; il comandante austriaco, pochi giorni dopo gli inviò una lettera di complimenti, e il generale von Winterfeldt, che era stato al comando a Rothschloss, riferì della sua condotta in modo così favorevole che Federico II lo segnalò per il futuro alto comando. Nel giro di un anno divenne colonnello e comandante di un nuovo reggimento di ussari appena costituito, che prese il suo nome: l'Husaren-Regiment "von Zieten". Nell'incursione in Moravia dell'anno successivo, von Zieten e i suoi ussari penetrarono fin quasi a Vienna, e nella successiva ritirata in Slesia fu costantemente impiegato come retroguardia.
Nell'inverno tra il 1741 e il 1742, e successivamente durante la breve pace tra la prima e la seconda guerra di Slesia, von Zieten fu impegnato nella riorganizzazione della cavalleria prussiana. Nel 1743 fece demolire la sua casa di famiglia, e iniziò la costruzione di un nuovo palazzo signorile a Wustrau. Durante la breve pace, gli ussari, come il resto della cavalleria prussiana, avevano subito una completa trasformazione. Alla loro disciplina avevano aggiunto lo slancio e le qualità di guerriglia dei migliori reparti irregolari, e gli ussari prussiani erano considerati i migliori della loro specie in Europa. Nel 1743 gli ussari di von Zieten adottarono la caratteristica pelisse di pelle di tigre per le loro uniformi da parata, con gli ufficiali della compagnia che indossavano berretti di pelliccia con piume di airone e gli ufficiali di campo che usavano un'ala d'aquila.

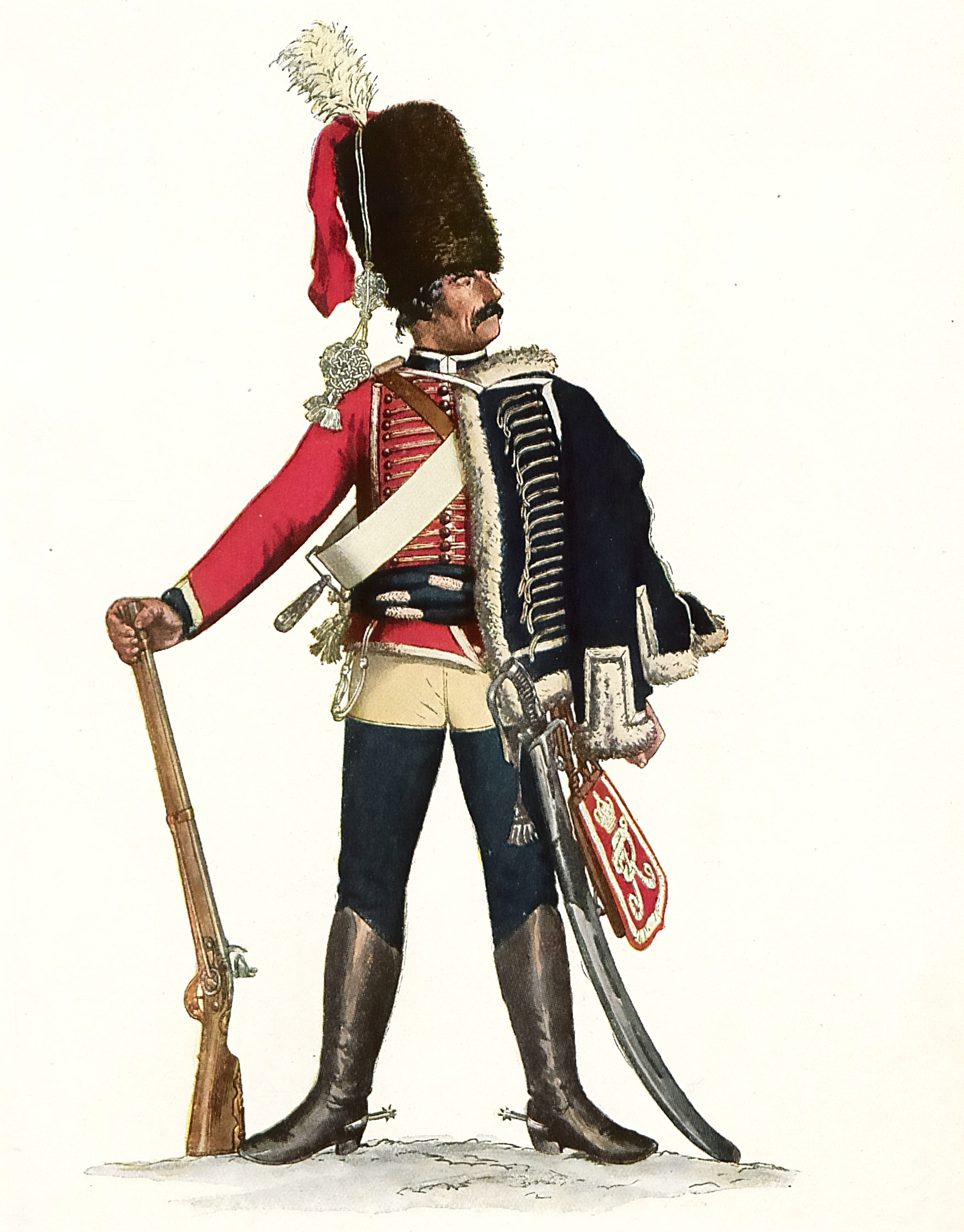
Von Zieten introdusse nuove tattiche di combattimento e di impiego degli ussari, curando ogni aspetto, tra cui una nuova uniforme.

Nel 1744 von Zieten avanzò con l'avanguardia dell'esercito prussiano in Boemia fino a Budějovice. Di sua iniziativa a Moldava, il colonnello, con il suo reggimento ussaro in uniforme rossa, mise in ginocchio una forza nemica più numerosa. Von Zieten coprì poi la ritirata dietro l'Elba e il 12 ottobre cadde in una violenta imboscata a Moldau. In questo anno nasce il soprannome, "Zieten aus den Busch".
Il 20 maggio 1745, lui e i suoi ussari si distinsero con un audace passaggio notturno davanti a un corpo austriaco di 20.000 uomini. Von Zieten guidò il famoso Zietenritt (cavalcata di Zieten) attorno alle linee nemiche per consegnare l'ordine del Re a un distaccamento rimasto isolato. Due settimane dopo, il 4 giugno, a Hohenfriedberg, gli ussari di von Zieten si distinsero per la prima volta in una battaglia campale. A novembre dello stesso anno nella battaglia di Hennersdorf gli ussari di von Zieten seguirono l'esercito imperiale austriaco: a Hennersdorf, von Zieten respinse l'assalto improvviso e inaspettato degli austro-sassoni.
La vittoria di Hennersdorf pose fine alla seconda guerra di Slesia. Dopo il Trattato di Dresda, la routine quotidiana del servizio militare in tempo di pace iniziò a deprimere lo spirito battagliero di von Zieten, che decise di allontanarsi dalla corte di Federico II. Nel marzo 1756, sua moglie morì e l'anziano militare iniziò ad essere afflitto dalla gotta.
Con lo scoppio della guerra dei sette anni, von Zieten riprese le armi e il 12 agosto 1756 venne promosso maggiore generale, prendendo poi parte alla battaglia di Reichenberg nel 1757 e di nuovo alla battaglia di Praga. Il 5 maggio 1757 ricevette l'Ordine dell'Aquila Nera. Nella battaglia di Kolín comandò l'avanguardia e fu poi assegnato al duca Augusto Guglielmo di Brunswick-Bevern, a cui fu affidato il comando generale in Slesia. Il 24 novembre 1757 guidò il resto dell'esercito da Glogau a Liegnitz per unirsi all'esercito di Federico II; successivamente si distinse nella battaglia di Leuthen il 5 dicembre, attaccando in maniera decisiva il fianco sinistro austriaco. Nella battaglia di Hochkirch, la sua cavalleria, e quella di von Seydlitz fornirono la retroguardia per la ritirata prussiana. Durante la battaglia di Domstadtl, non poté impedire la perdita di un grande convoglio di rifornimenti. Durante la battaglia di Liegnitz, il 15 agosto 1760, riuscì a tenere a bada il grosso dell'esercito austriaco in modo che non potesse partecipare alla battaglia. Von Zieten fu per questo promosso General der Kavallerie. Commise uno dei pochi errori tattici della sua carriera all'inizio della battaglia di Torgau, il 3 novembre 1760, quando nelle prime fasi della battaglia sbagliò ad attaccare le truppe austriache, errore rimediato quando lui e i suoi ussari presero d'assalto le alture di Süptitzer.
Fino alla fine della guerra gli fu ripetutamente affidato il comando supremo dell'esercito prussiano in assenza di Federico II.

### Gli ultimi anni

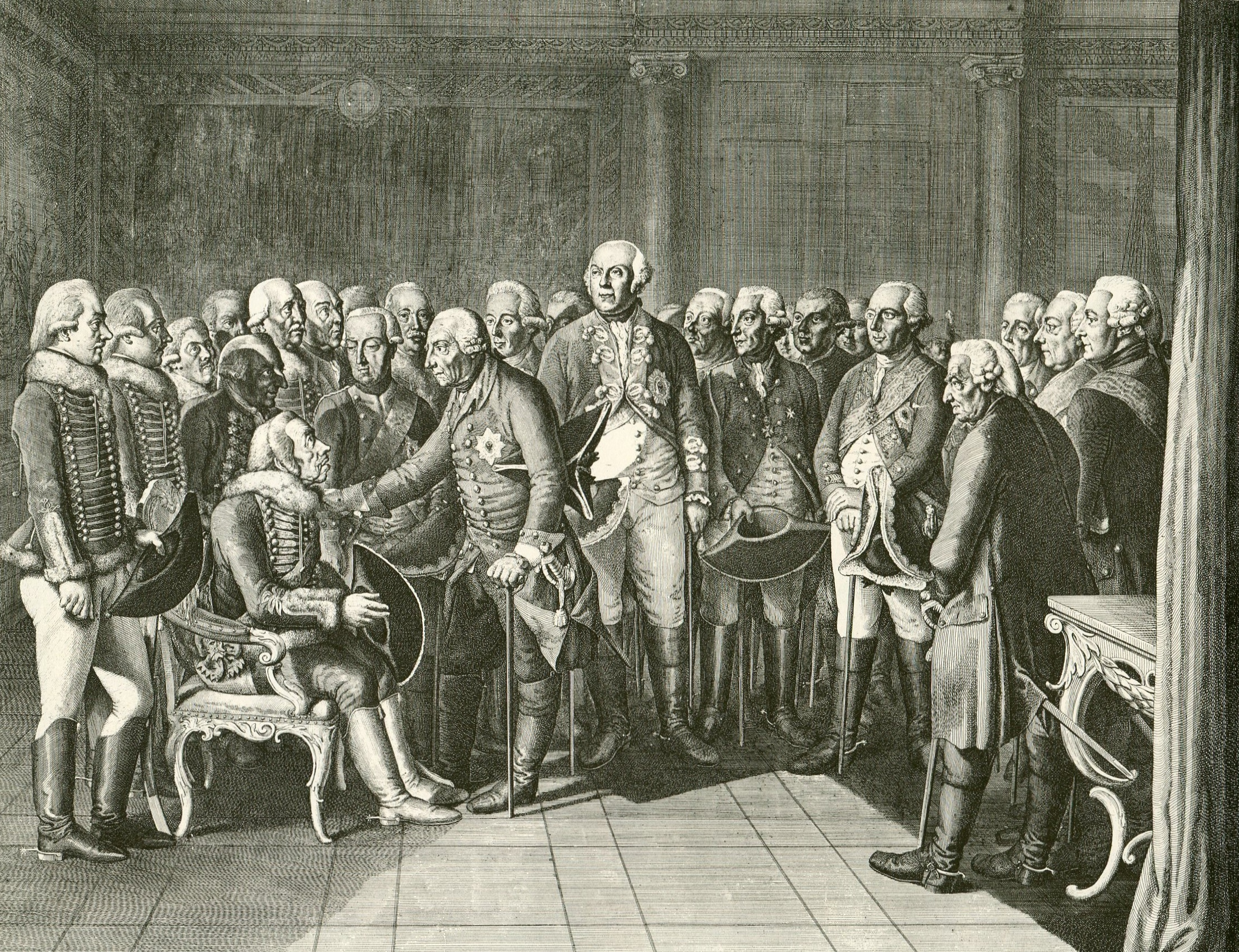
Acquadrote di Daniel Chodowiecki raffigurante l'episodio dove Federico II di Prussia invita von Zieten a sedersi in sua presenza.

Dopo la Guerra dei sette anni, von Zieten si ritirò dal servizio attivo, venendo riconosciuto come un eroe per i successi ottenuti. Durante la guerra di successione bavarese, Federico II gli proibì di rientrare in servizio, così rimase nella sua tenuta a Wustrau con sua nipote, Johanna von Blumenthal, il cui figlio prestava servizio nel suo reggimento. Durante questo periodo iniziò a raccogliere le sue memorie per una biografia.
Negli anni successivi di pace, il vecchio comandante dell'esercito rimase un instancabile istruttore del suo ormai leggendario reggimento ussari. Nei suoi ultimi anni di vita, von Zieten si alternò tra soggiorni a Berlino, dove acquistò una casa nel 1763 in Kochstrasse n. 61–62, e nella sua proprietà a Wustrau, dove si dedicò principalmente ad opere di beneficenza. Allo stesso tempo, lavorò con grande cura per migliorare la sua proprietà. Godeva della fiducia speciale di Federico II, che visitava spesso "il suo vecchio padre Zieten". In una visita con il Re, nel Palazzo di Sanssouci, dopo una lunga conversazione, il Re ordinò che fosse collocata una sedia sulla quale invitò a sedersi l'uomo di 85 anni. Nonostante le sue infermità, Zieten si rifiutò di sedersi alla presenza del monarca; il Re disse: "Siediti, Zieten, o me ne vado".
Il 26 gennaio 1786 von Zieten morì nel suo letto a Berlino. Fu sepolto il 31 gennaio nel cimitero di Wustrau accanto alla chiesa del villaggio.

## Memoriale
Nel 1794 Federico Guglielmo II collocò un monumento dedicato alla memoria di von Zieten a Berlino sulla Wilhelmplatz. L'opera, in marmo, fu creata da Johann Gottfried Schadow, e sostituita nel 1857 con una statua in bronzo realizzata da August Kiß.